# Gisborne City AFC
Der Gisborne City Association Football Club war ein neuseeländischer Fußballklub aus Gisborne.

## Geschichte

### Liga
Der Klub entstand im Jahr 1939 unter dem Namen Eastern Union. Nach dem Gewinn der Meisterschaft in der Central District Premier League im Jahr 1967 änderte man den Namen des Klubs in Gisborne City. Von der Division 1 stieg man zur Saison 1970 in den Spielbetrieb der neuen National Soccer League ein. Mit einem vierten Platz in der Saison 1973 gelang hier in dieser Zeit die beste Platzierung. Zur Saison 1977 stieg man als letzter der Vorsaison wieder in die Division 1 ab. Zur Saison 1980 gelang dann aber die Rückkehr in die National Soccer League, in welcher man auch prompt sich den zweiten Platz sicherte. Dies sollte aber nicht die beste Platzierung sein. Denn in der Spielzeit 1984 konnte man dann endlich erstmals die Meisterschaft gewinnen. Danach verschlechterten sich die Platzierungen des Klubs jedoch stückweise und am Ende musste man zur Saison 1992 in die Premier League absteigen. Von hier muss man dann nach der Saison 1997 auch noch weiter runter in die Division 1, von welcher man aber zur Saison 1999 wieder in die Central League zurückkommt.
Von 2000 bis 2004 findet für den Klub dann jedoch erst einmal kein Wettbewerb in der Liga mehr statt. Vielmehr nimmt man im Jahr 2003 mit Marist Gisborne einen anderen Klub auf und heißt vorübergehend Gisborne City Marist. Zur Saison 2005 kehrte man aber bereits zum alten Namen zurück. Danach spielte man nochmal für zwei Spielzeiten in der Liga. Während dieser zwei Jahre ging man schon eine Kooperation mit Gisborne Thistle ein, welche am Ende in der Aufnahme des Klubs in diesen mündete.

## Erfolge
- National Soccer League
  - Meister (1): 1984
- Chatham Cup
  - Gewinner (1): 1987